# Аньнин (Юньнань)
Аньни́н (кит. упр. 安宁, пиньинь Ānníng) — городской уезд городского округа Куньмин провинции Юньнань (КНР).

## География
Аньнин расположен в 28 км к юго-западу от городского центра Куньмина. На территории городского уезда сохранилось несколько лесных массивов. В районе Вэньцюань имеются геотермальные источники.

## История
Ещё во времена империи Хань в 109 году до н.э. здесь был образован уезд Ляньжань (连然县). В эпоху Троецарствия здесь был в 225 году образован округ Нинцзюнь (宁郡), во время империи Цзинь в 270 году преобразованный в область Нинчжоу (宁州); власти округа/области размещались в уезде Ляньжань.
Во времена империи Тан в 621 году уезд Ляньжань был переименован в Аньнин (安宁县) и подчинён области Куньчжоу (昆州).
После монгольского завоевания государства Дали в этих местах в 1252 году была создана Аньнинская охранная тысяча (安宁千户所). В 1275 году была создана Аньнинская область (安宁州). После Синьхайской революции в Китае была проведена реформа структуры административного деления, в ходе которой области были упразднены, и в 1913 году Аньнинская область была преобразована в уезд Аньнин.
После вхождения провинции Юньнань в состав КНР был создан Специальный район Удин (武定专区), и уезд вошёл в его состав. В 1953 году Специальный район Удин был расформирован, и уезд перешёл в состав Специального района Чусюн (楚雄专区). В 1956 году уезд Аньнин перешёл из состава Специального района Чусюн под юрисдикцию властей Куньмина, став районом городского подчинения. 
В 1958 году к району Аньнин был присоединён район Хайкоу (海口区). В 1959 году район Аньнин был вновь преобразован в уезд.
Постановлением Госсовета КНР от 13 октября 1995 года уезд Аньнин был преобразован в городской уезд.

## Население

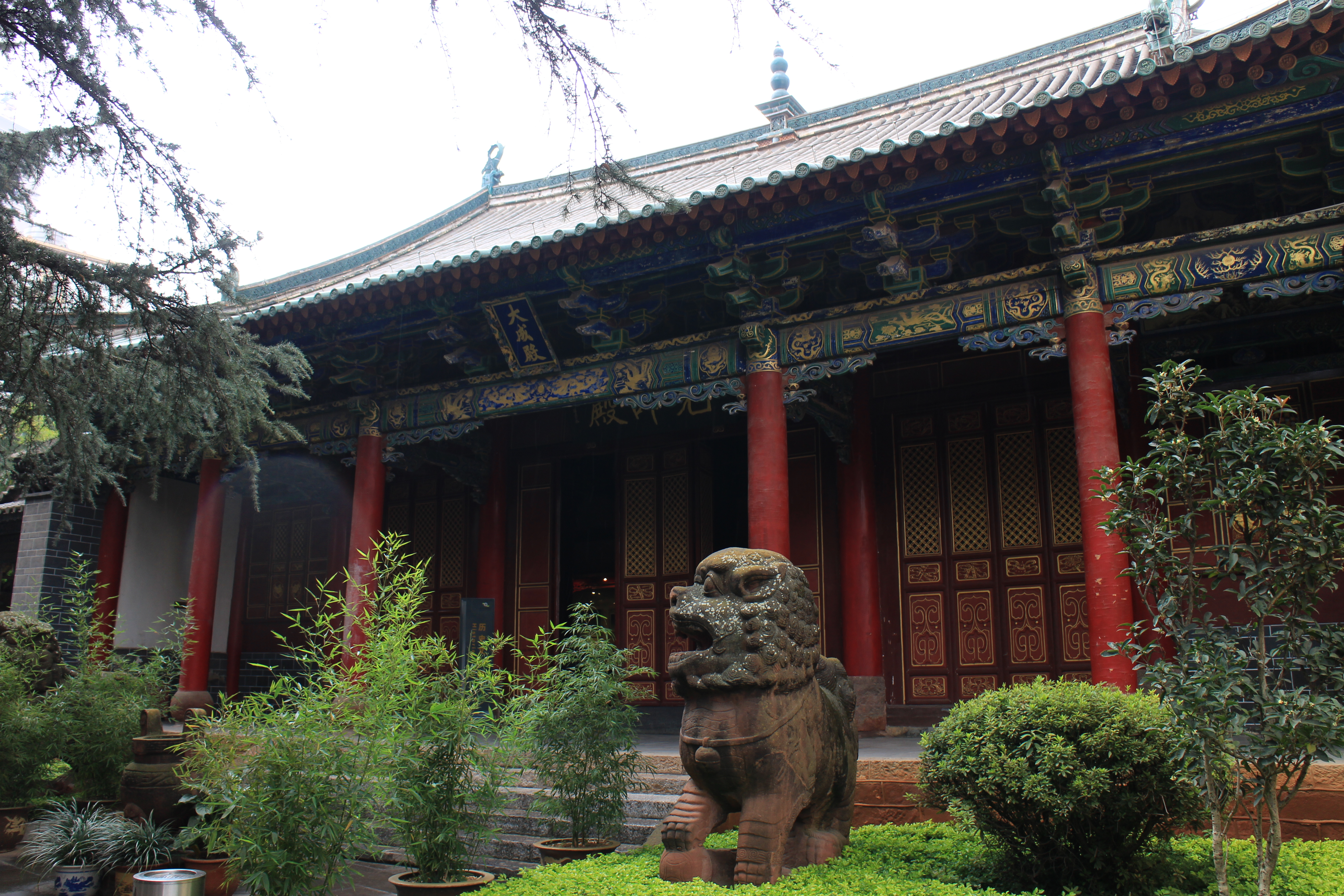
Конфуцинский храм

Основное население Аньнина составляют ханьцы; также имеются и, говорящие на диалекте носу.

## Административное деление
Городской уезд делится на 9 уличных комитетов: 
- Бацзе (Bajie)
- Вэньцюань (Wenquan)
- Лубяо (Lubiao)
- Ляньжань (Lianran)
- Сяньцзе (Xianjie)
- Тайпин Нью-Сити (Taiping New City)
- Цаопу (Caopu)
- Цзиньфан (Jinfang)
- Цюнлун (Qionglong)

## Экономика

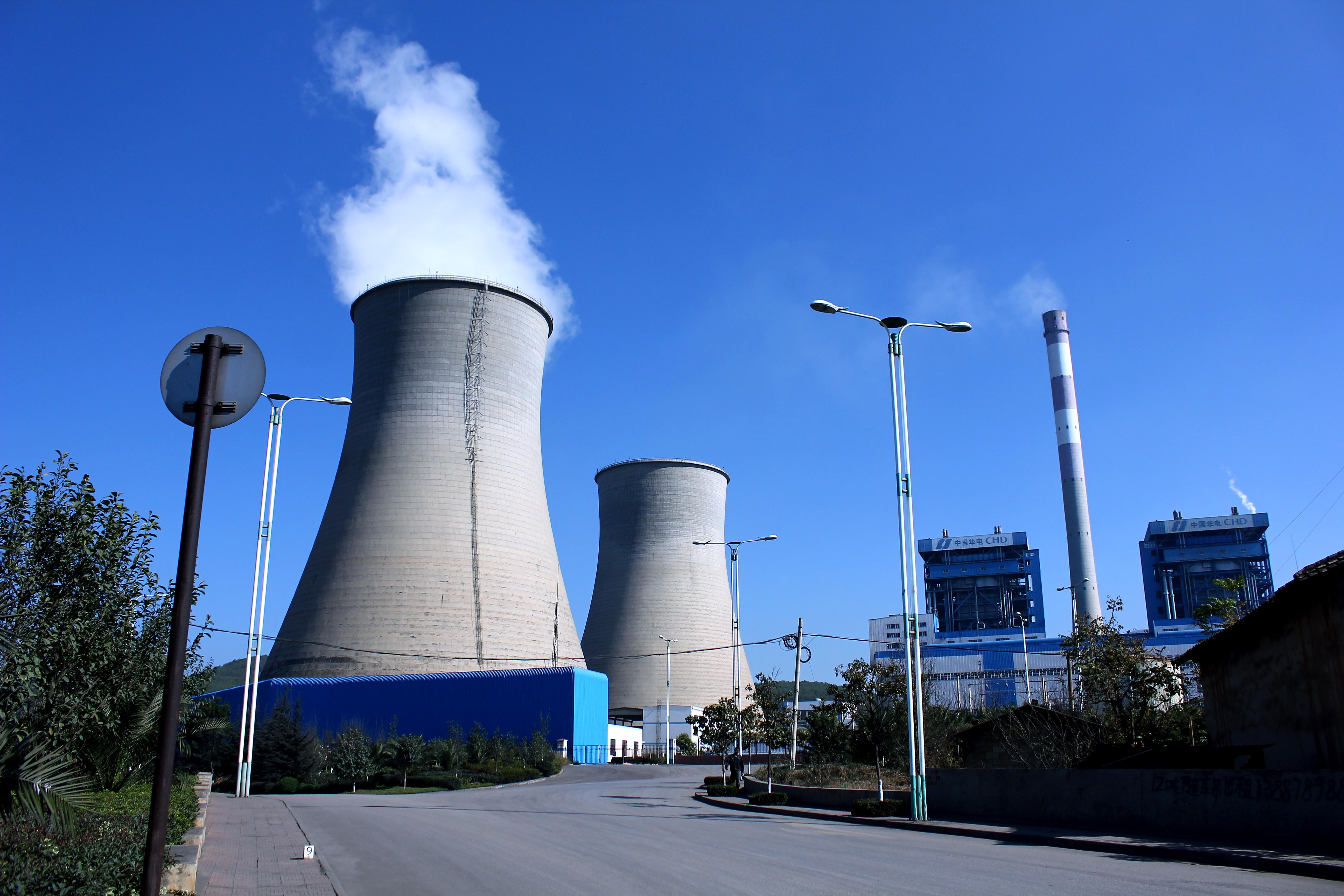
ТЭС Kunming II

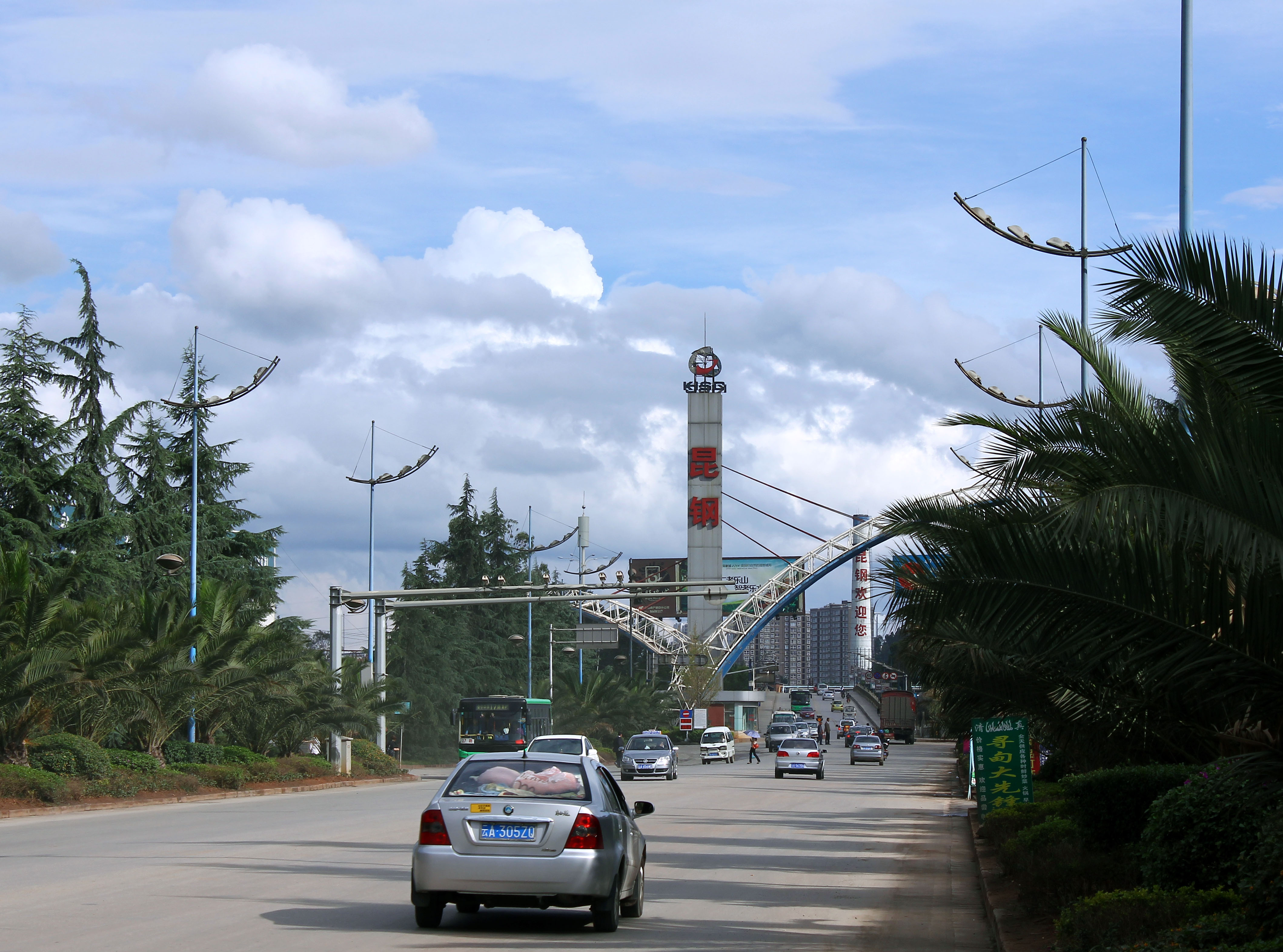
Завод Kunming Iron & Steel

Аньнин является крупным центром по производству электроэнергии, стали, нефтепродуктов, фосфорных химикатов, соли, строительных материалов и продуктов питания. Основным промышленным кластером является Anning Industrial Park в районе Цаопу.
В уезде расположены нефтехимический комбинат PetroChina, химический комбинат Yuntianhua Group, металлургический завод Jingye Group, теплоэлектростанция China Huadian Corporation.
В районе Бацзе выращивают декоративные и съедобные розы, а также производят цветочные пирожные, начинки, напитки и масло, сухие и замороженные цветы. Кроме того, в Аньнине выращивают гвоздики, лилии, эустому, гортензии и гипсофилу. По состоянию на 2024 год общая площадь цветочных полей в Аньнине составляла 1200 га, а продажи цветов превысили 600 млн юаней (82,81 млн долл. США).

### Туризм
У подножия горы Юцюань в природном парке расположены горячие источники, очень популярные у китайских туристов.

## Транспорт
Через территорию Аньнина проходят национальное шоссе Годао 320 (Шанхай — Жуйли), скоростное шоссе Ханчжоу — Жуйли — Мьянма, железнодорожные линии Чэнду — Куньмин и Гуантун — Куньмин. Также имеется широкая сеть автобусных маршрутов.
Аньнин является важным узлом трубопроводного транспорта. В 2011 году началось строительство 950-километрового Юньнаньского нефтепровода — ветки от магистрального нефтепровода из Мьянмы. Позже были построены участки Аньнин — Баошань и Аньнин — Мэнцзы. В 2017 году был введён в эксплуатацию последний участок сети, нефтепровод Аньнин — Цюйцзин.

## Криминал
Через Аньнин осуществляется транзит наркотиков из Золотого треугольника, главным образом метамфетамина и героина.